# Herbis Osaka
Pour les articles homonymes, voir Osaka (homonymie).
Le Herbis Osaka (ハービスOSAKA / ハービスオオサカ, Hābisu Ōsaka), stylisé en HERBIS OSAKA, est un complexe commercial situé dans le quartier d'Umeda, dans l'arrondissement de Kita à Osaka. Géré par Hanshin Electric Railway, son nom officiel est le Umeda Hanshin Building No. 1 (梅田阪神第1ビルディング, Umeda hanshin dai 1 birudingu). Du haut de ses 189,7 mètres, il est le plus haut gratte-ciel du quartier d'Umeda et le 10e plus haut de la préfecture.

## Histoire

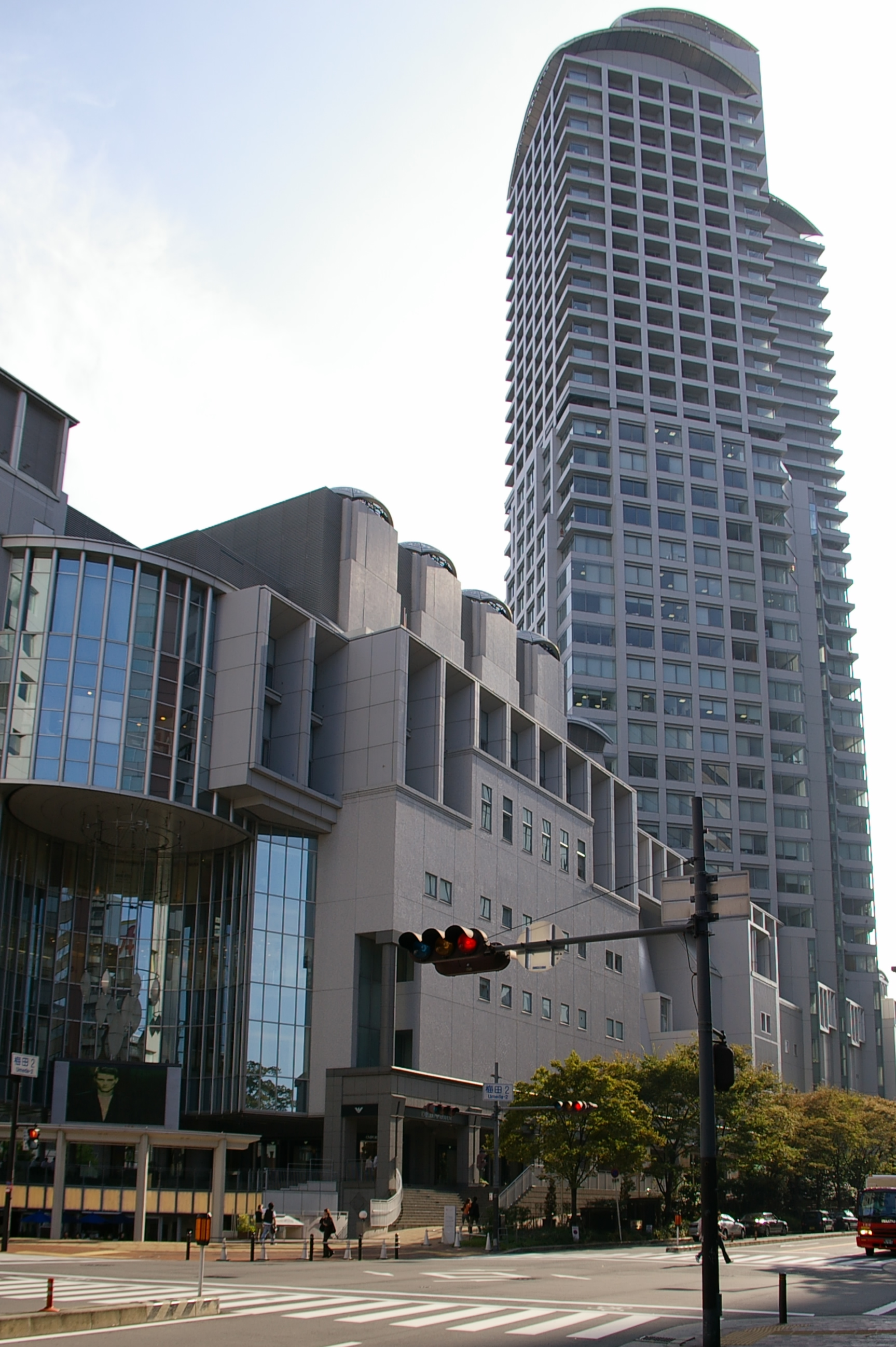
L'édifice vu depuis Herbis ENT.

La construction a débuté le 25 août 1994 et s'est terminée le 14 mars 1997, l'inauguration ayant lieu le 19 mars. L'édifice a été conçu par Takenaka Corporation.

## Localisation
Herbis Osaka est situé dans le quartier d'Umeda d'Osaka et fait partie du développement immobilier Umeda Hanshin (梅田阪神) de Hanshin Electric Railway. Tout près se situe l'édifice multi-usages Herbis ENT (ja), de son nom officiel Umeda Hanshin Building No. 2 (梅田阪神第2ビルディング, Umeda hanshin dai 2 birudingu).

## Configuration
Le complexe d'Herbis Osaka est composé du gratte-ciel principal, ainsi que de deux ailes adjacentes, les ailes est (東棟 Higashi-tō) et ouest (西棟 Nishi-tō). L'édifice principal est occupé par des bureaux de location dans la moitié inférieure, alors que les étages supérieurs sont occupés par un hôtel, le Ritz-Carlton Osaka (ザ・リッツ・カールトン大阪, Za Rittsu Kāruton Ōsaka). Parmi les occupants de l'édifice, on trouve notamment la branche d'Osaka de Konami Digital Entertainment, celle de Culture Convenience Club (en), les bureaux généraux de Hankyu Travel International (ja), ceux de Gunze (en), en plus de la branche de l'arrondissement de Kita de la Fukoku Mutual Life Insurance Company (ja). Le toit est occupé notamment par un héliport.